# Malungs-Glatjärnen
Malungs-Glatjärnen är en sjö i Malung-Sälens kommun i Dalarna och ingår i Dalälvens huvudavrinningsområde.